# Fontaine-le-Dun
Fontaine-le-Dun è un comune francese di 939 abitanti situato nel dipartimento della Senna Marittima nella regione della Normandia.

## Società

### Evoluzione demografica
Abitanti censiti